# International Capture The Flag
International Capture The Flag (iCTF) ist ein internationaler Hackerwettbewerb, welcher jährlich von Giovanni Vigna vom Institut für Computersicherheit der University of California, Santa Barbara (USA) organisiert wird. Dabei werden die Aufgaben jedes Jahr neu definiert.

## Geschichte
In den Jahren 2001 und 2002 veranstaltete die Universität von Santa Barbara mehrere, in Echtzeit abgehaltene, Übungen für ihre Studenten.
Im Dezember 2003 wurde die erste überregionale Veranstaltung unter dem Namen UCSB CTF (University of California, Santa Barbara Capture the Flag) abgehalten, in welcher die Teams dazu angehalten wurden die Netzwerke der anderen Teams zu kompromittieren und gleichzeitig das eigene Netzwerk zu verteidigen. Daran beteiligten sich 14 Teams der University of California, Santa Barbara, North Carolina State University, der Naval Postgraduate School, der United States Military Academy, der Georgia Institute of Technology, der University of Texas at Austin und der University of Illinois at Urbana-Champaign.
2004 nahmen zum ersten Mal Teams aus Österreich, Deutschland, Italien und Norwegen teil. Dabei wurde die Veranstaltung in iCTF (International Capture The Flag) umbenannt.

## Ablauf
Ausgetragen wird der Wettbewerb über das Internet, wobei jedes Team gleichzeitig gegen jedes andere Team antritt.
Die Teilnehmer bekommen zu Beginn des Wettbewerbs Server zugewiesen. Auf diesen sind Programme installiert, welche am Laufen gehalten werden müssen. Zunächst gilt es Server und Programme zu analysieren, Schwachstellen zu erkennen und Sicherheitslücken zu schließen. Gleichzeitig sollen genau diese erkannten Schwachstellen dafür ausgenutzt werden, um die Gegner zu attackieren. Für all dies gibt es Punkte. Außerdem erhält man Punkte, wenn eigene Programme trotz Attacken am Laufen gehalten werden.

## Gewinner
| Jahr | Erster Platz     | Zweiter Platz            | Dritter Platz            | Teilnehmende Teams |
| ---- | ---------------- | ------------------------ | ------------------------ | ------------------ |
| 2018 | SiBears          | Bushwhackers             | Identified               | 266                |
| 2017 | Bushwhackers     | dcua                     | WE_0WN_Y0U               | 315                |
| 2015 | Bushwhackers     | saarsec                  | dcua                     | 35                 |
| 2014 | SpamAndHex       | Bushwhackers             | We0wny0u                 | 88                 |
| 2013 | PPP              | We0wnY0u                 | SecDawgs                 | 97                 |
| 2012 | Bushwhackers     | !SpamAndHex              | More Smoked Leet Chicken | 71                 |
| 2011 | We_0wn_Y0u       | More Smoked Leet Chicken | FluxFingers              | 87                 |
| 2010 | PPP              | 0ldEur0pe                | c00kies@venice CInsects  | 73                 |
| 2009 | CInsects         | We_0wn_Y0u               | ChocolateMakers          | 56                 |
| 2007 | Chocolate Makers | squareroots              | HackerDom                | 25                 |
| 2006 | We_0wn_Y0u       | WizardsOfDos             | WCSC                     | 20                 |
| 2005 | 0ld Eur0pe       | We_0wn_Y0u               | WizardsOfDos             | 22                 |

1. ↑  Aufgrund von Terminproblemen fand die Veranstaltung vom 10. bis zum 11. April 2015 statt.

## Österreich
Das Team der Technischen Universität Wien We0wnY0u (auch aktiv unter We_0wn_y0u und W0U) setzte sich aus Vortragenden und Studenten der Lehrveranstaltung Advanced Internet Security zusammen, die vom Institut für Rechnergestützte Automation und dem Institut für Software und interaktive Systeme sowie dem Forschungszentrum SBA Research gemeinsam abgehalten wird.

## Sonstiges
Ähnliche Veranstaltungen sind:
- DEFCON CTF
- PlaidCTF
- SIGINT CFT
- rwthCTF